# Athyrium awatae
Athyrium awatae är en majbräkenväxtart som beskrevs av Shunsuke Serizawa.
Athyrium awatae ingår i släktet Athyrium och familjen Athyriaceae. Inga underarter finns listade i Catalogue of Life.